# Jabal Bil Ays
Le jabal Bil Ays, ou jabal Jais, est une montagne située sur la frontière entre les Émirats arabes unis et Oman. Il culmine à une altitude de 1 911 mètres, du côté omani, dans le gouvernorat de Moussandam, mais une cime secondaire s'élevant à 1 892 m d'altitude, à 450 m environ à l'ouest sur la frontière, dans l'émirat de Ras el Khaïmah, est considérée comme le point culminant des Émirats arabes unis. Les coordonnées de ce point sont 25° 57′ 06″ N, 56° 10′ 04″ E.
La température la plus basse enregistrée au sommet est de −5,4 °C le 3 février 2017, accompagnée de 10 centimètres de neige au sol, constituant ainsi le record de froid de l'histoire des Émirats arabes unis.

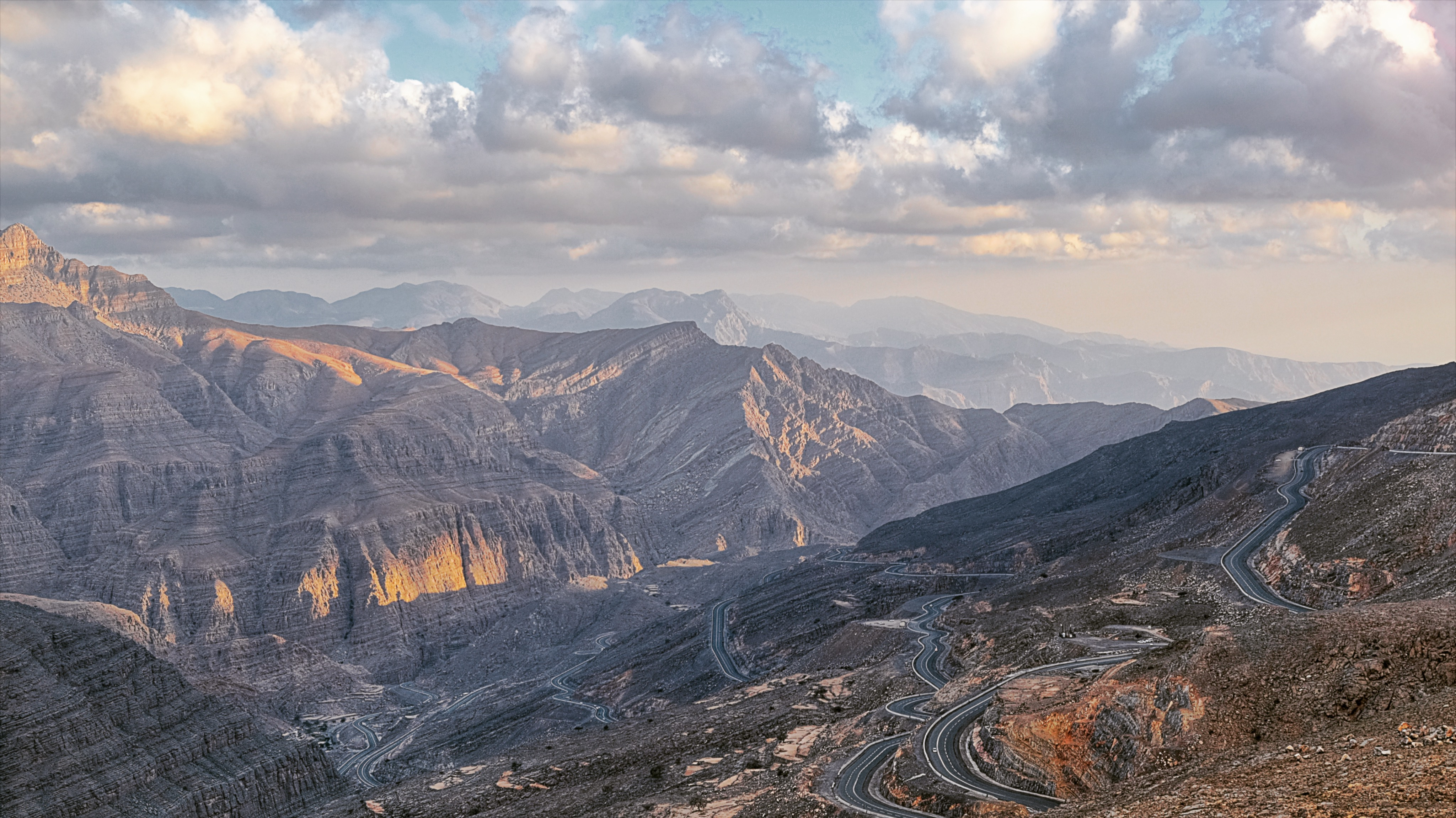
Vue depuis le jabal Bil Ays.